# Trigonodes problematica
Trigonodes problematica är en fjärilsart som beskrevs av Walker 1858. Trigonodes problematica ingår i släktet Trigonodes och familjen nattflyn. Inga underarter finns listade i Catalogue of Life.